# Ансамбль народного танца Грузии
Ансамбль народного танца Грузии — хореографический коллектив, основанный в Тбилиси (Грузинская ССР) в 1945 году. Первыми руководителями ансамбля, а также его солистами стали супруги Нина Рамишвили (танцевала до 1972 года) и Илья Сухишвили (танцевал до 1954 года).
В ансамбле работали заслуженные артисты Грузинской ССР М. Мхеидзе, В. Купарадзе, Г. Сурвиладзе, Н. Лордкипанидзе, Ш. Барамидзе, Н. Плиев, В. Каландадзе, З.Билалович

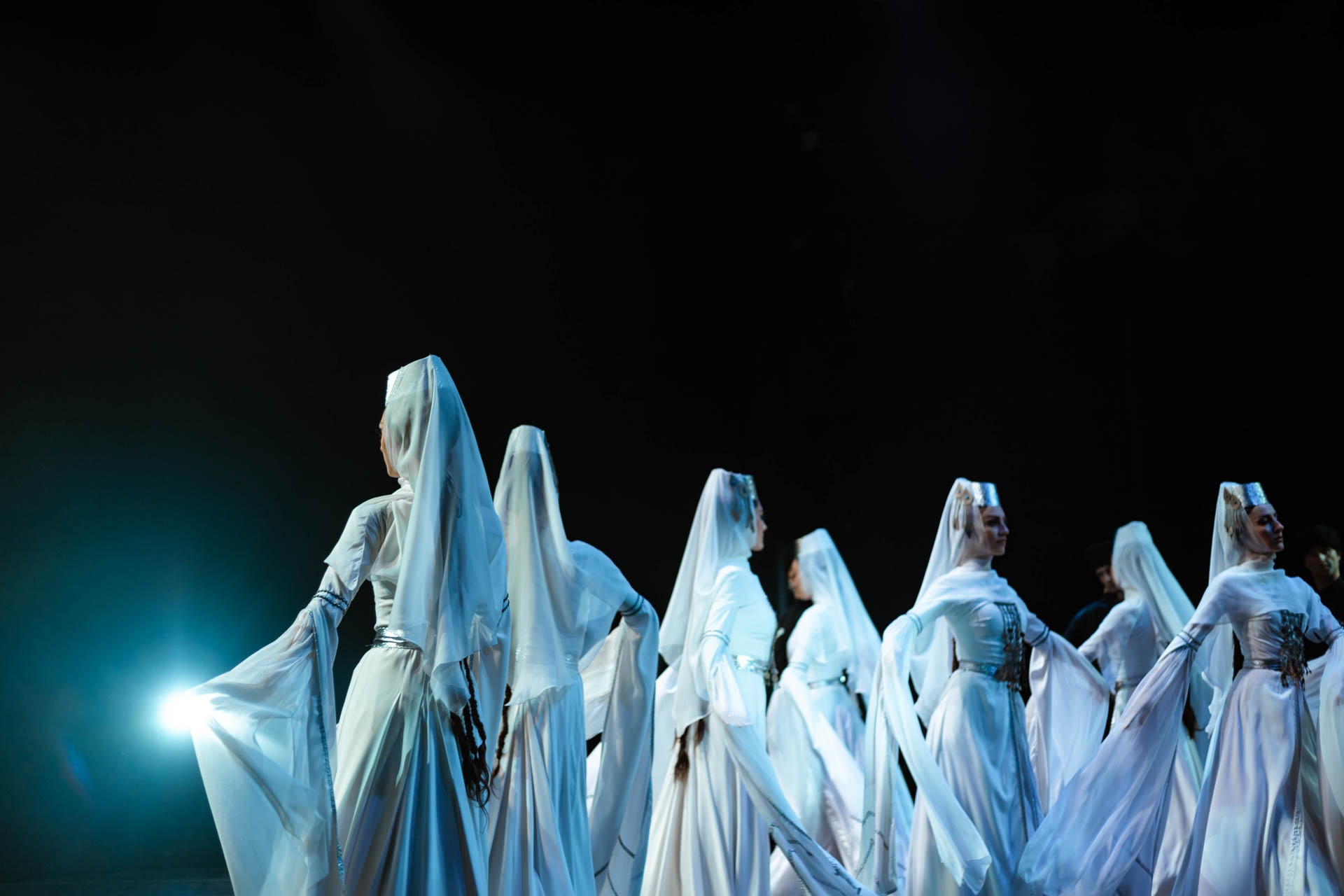
Sukhishvili in Poland, 2023

В его репертуаре — народные танцы различных народностей Грузии, Осетии а также театрализованные сюжетные постановки с музыкальным сопровождением на грузинских народных инструментах. Среди танцев, исполняемых артистами ансамбля — «Картули» (груз. ქართული), женский танец «Самаия» (груз. სამაია), «Кинтоури», «Давлури», аджарские танцы «Гандаган» и «Хоруми», азербайджанский танец «Джейрани», осетинские «Симд» и «Шуточный танец», «Илоури», танец Хонга, «Хевсурский танец» и другие номера.
Начиная с 1948 года ансамбль начал гастролировать по городам СССР, затем также выезжал на гастроли в Польшу, Румынию, США, Финляндию, Францию, Чехословакию, Австрию, Болгарию, Венгрию, Данию, Венесуэлу, Колумбию, на Кубу.
В 1967 году ансамбль выступал в Италии, на сцене миланского театра «Ла Скала». Газеты писали об этом выступлении:

«Грузинские артисты балета — само совершенство. Это не танец, это — полёт. Буря на сцене! Их танец бросает вызов законам гравитации. Союз мужской бравады и женской грациозности. Феерия танцоров, взлетающих в воздух с калейдоскопической геометрией и военной чёткостью».
До 2007 года ансамблем руководил сын первых художественных руководителей Тенгиз Сухишвили. После его смерти руководителями ансамбля стал Зураб Билалович.

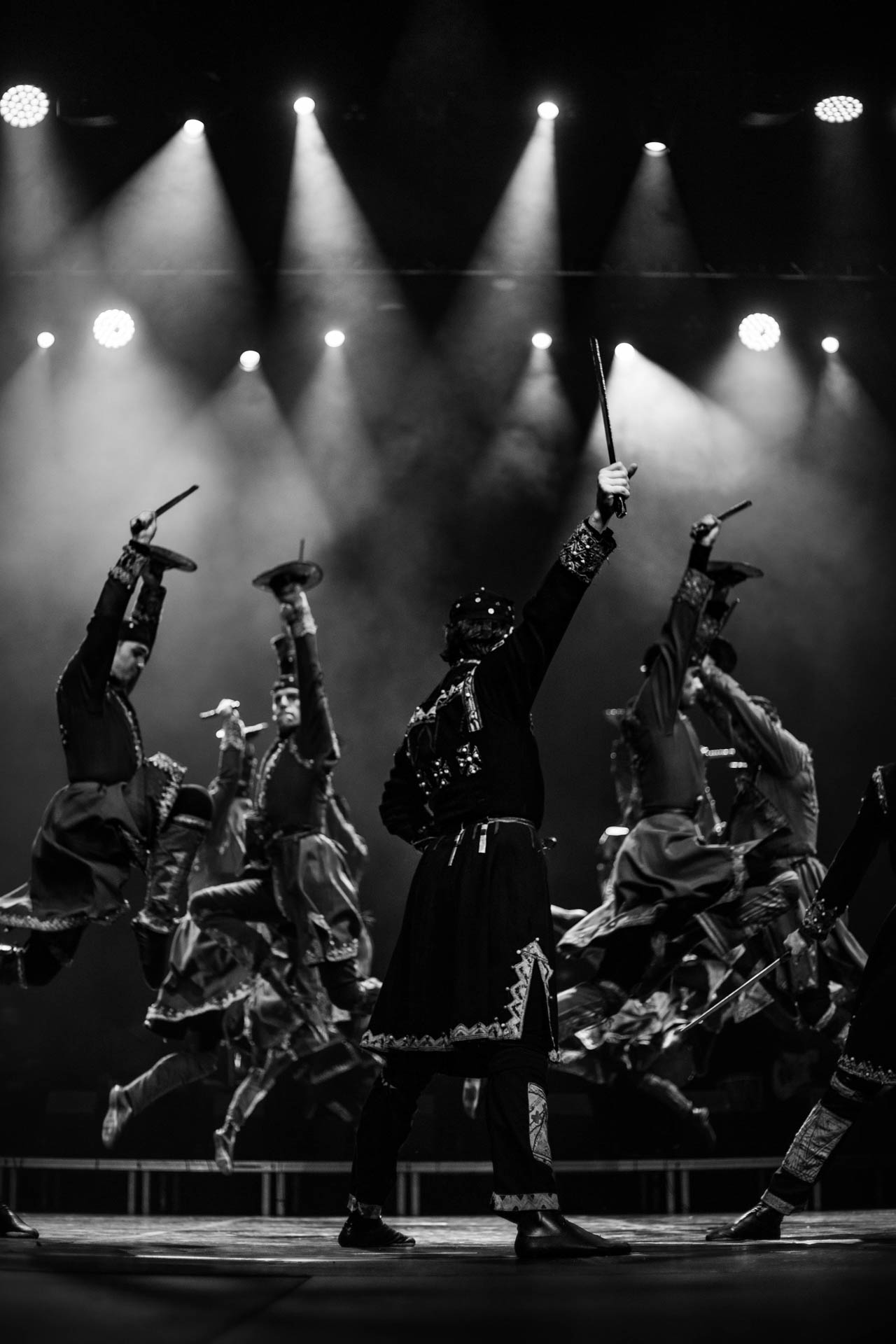
Sukhishvili in Poland, 2023

## Фильмография
- 1954 — «Государственный ансамбль народного танца Грузии», документальный фильм, режиссёр Тенгиз Абуладзе.

## Влияние
Выступление танцоров Грузинского национального балета, в котором танцовщицы в длинных юбках скользили по полу, вдохновило писателя Терри Нэйшна на создание далеков для телесериала «Доктор Кто».